# Turbina wiatrowa w Rębielicach Królewskich
Turbina wiatrowa w Rębielicach Królewskich – położona na południe od Rębielic Królewskich w Polsce.
Budowa była rozpoczęta w 2003 roku. Zaprojektował ją Józef Antos (ur. 1932, zm. 2007), absolwent technikum w Bytomiu. Proces projektowania trwał blisko 20 lat. Ma ona całkowitą wysokość 54 metrów, wirnik o średnicy 33 metrów oraz 280 łopat. Konstruktor zakładał, że dostarczy 35 kW przy prędkości wiatru 2 m/s, ale jest to niemożliwe ze względu na fakt, że teoretyczna moc dostępna z wiatru przy 2 m/s jest mniejsza niż 4,5 kW.